# Bulbophyllum regnellii
Bulbophyllum regnellii är en orkidéart som beskrevs av Heinrich Gustav Reichenbach. Bulbophyllum regnellii ingår i släktet Bulbophyllum och familjen orkidéer. Inga underarter finns listade i Catalogue of Life.

## Bildgalleri

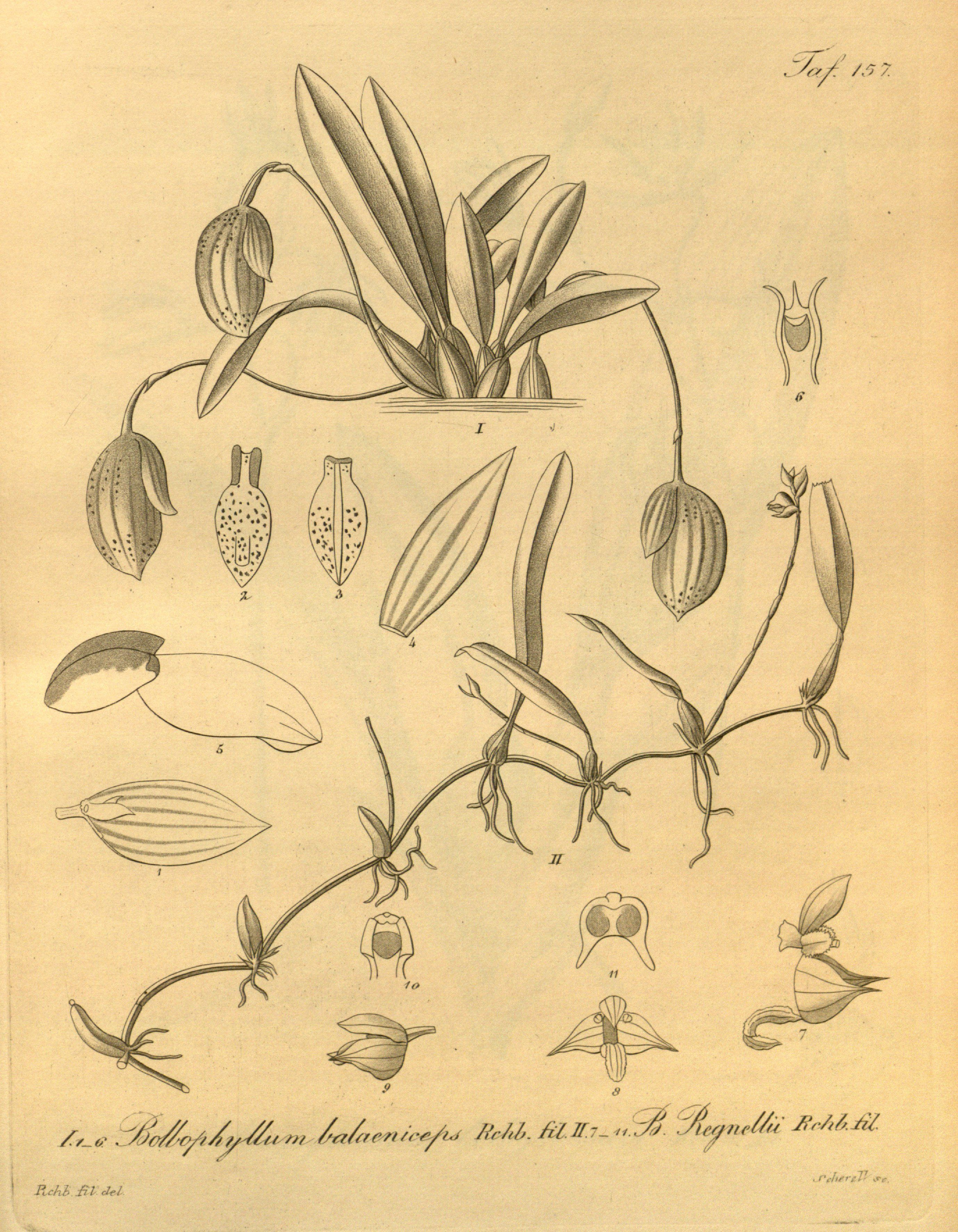